# Кенан Еврен
Кенан Еврен (тур. Kenan Evren; Алашехир, 17. јул 1917 — Анкара, 9. мај 2015) био је турски генерал и политичар. Један је вођа пуча извршеног 12. септембра 1980, и касније 7. председник Турске.

## Биографија
Рођен је у месту Алашехир. Након завршене основне и средње школе, похађао је у војну школу, а касније дипломирао на војној академији. Успињао се по војној лествици, на крају добивши чин генерала, а 1978. именован је и за начелника главног штаба оружаних снага.
Године које су довеле до државног удара окарактерисане су као жестока борба између крајње деснице и крајње левице. У нади да ће видети комунистичку револуцију, левичарски милитанти су се побунили на улицама; с друге стране, десничарски националистички милитанти су узвратили левичарским револуционарима и изазвали религиозно узбуђење. Универзитети су стали на страну и сваки је постао штаб или за левичаре или десничаре. Хаотична ситуација коју су створиле групе крајње левице и крајње деснице уништила је јавну безбедност у земљи. Комунистичке и неофашистичке групе покушавале су да држе под својом контролом чак и улице, пребијајући или убијајући свакога ко није био један од њих. Коначно, антисекуларистички скуп који су исламисти организовали у Коњи 6. септембра 1980. био је последња кап која је прелила чашу.
Са пучем је дошао Савет за националну безбедност као владајући орган. Савет из 1980. године сачињавали су команданти Кенан Еврен, начелник штаба и председник државе. Парламент је распуштен. У говору у Мушу 1984. о погубљењу Ердала Ерена, комунистичког милитанта наводног 17-годишњака, али према званичним подацима рођеног 1961. који је оптужен за убиство турског војника, рекао је „Сада, пошто га ухватим, судићу му, а онда га нећу погубити, него ћу се бринути о њему доживотно. Нахранићу оног издајника који је узео пушку овим војницима који су годинама проливали крв за ову домовину. Да ли бисте пристали на то?!“
Након пада с власти, повукао се у медитеранско летовалиште, где се посветио сликарству.
Након Еџевитове смрти 2006, покајао се због хапшења политичких противника, али је оправдавао сам пуч из 1980. и 35 извршених смакнућа.
Спречена су два атентата на њега.
Био је ожењен и имао је троје деце. Преминуо је 9. маја 2015. године у Анкари.

### Суђење
Кривични судови у Турској су 10. јануара 2012. подигли оптужнице против Кенана Еврена и Тахсина Шахинкаје, бившег заповедника Турских ваздушних снага, због њихових улога у пучу. Тужиоци траже доживотни затвор за њих. Суд у Анкари 18. јуна 2014 године га је осудио на доживотни затвор.